# Air Koryo
 (mai 2017).
en chosŏn'gŭl : 고려항공
"Votre porte d’entrée vers la RPDC"
Air Koryo (code AITA): JS; code OACI: KOR) est la compagnie aérienne nationale de la Corée du Nord. Elle fait partie des pires compagnies du monde et est placée tout en bas de la liste noire des compagnies aériennes à éviter.
Elle fut créée en 1950 et effectua son premier vol commercial le 21 septembre 1955.
Elle tire son nom du royaume de Koryo (Goryeo) (918-1392) qui donna plus tard son nom, dans les langues occidentales, à la Corée moderne.
En avril 2015, Air Koryo est la seule compagnie évaluée 1 étoile par le site d'évaluation Skytrax. Cette évaluation concerne le service offert aux passagers et non la sécurité. Depuis 2021, elle n'est plus classée par Skytrax, mais la moyenne de service est de 6/10 selon les clients du site.
La compagnie Air Koryo ne propose pas de destinations dans les pays de l'OTAN, de l'UE, et tous les pays qui ne sont pas proches du régime nord-coréen. Elle ne propose que des vols en Corée du Nord, vers la Chine (Beijing, Shenyang et Shanghai) et en Russie (Vladivostok).

## Historique
Air Koryo fut créée en 1950 sous le nom Sokao comme co-entreprise avec l'État soviétique dans le but de relier Pyongyang à Moscou.
En 2006, l'Europe l'interdit de vol dans tous les pays de l'Union européenne,. La compagnie n'a pourtant jamais eu de liaison régulière, ni même de projet de liaison, avec ces pays.[réf. à confirmer] Selon le professeur Sung-Yoon Lee de l'école de droit et de diplomatie de Fletcher (Tufts University), cette décision est avant tout géopolitique.

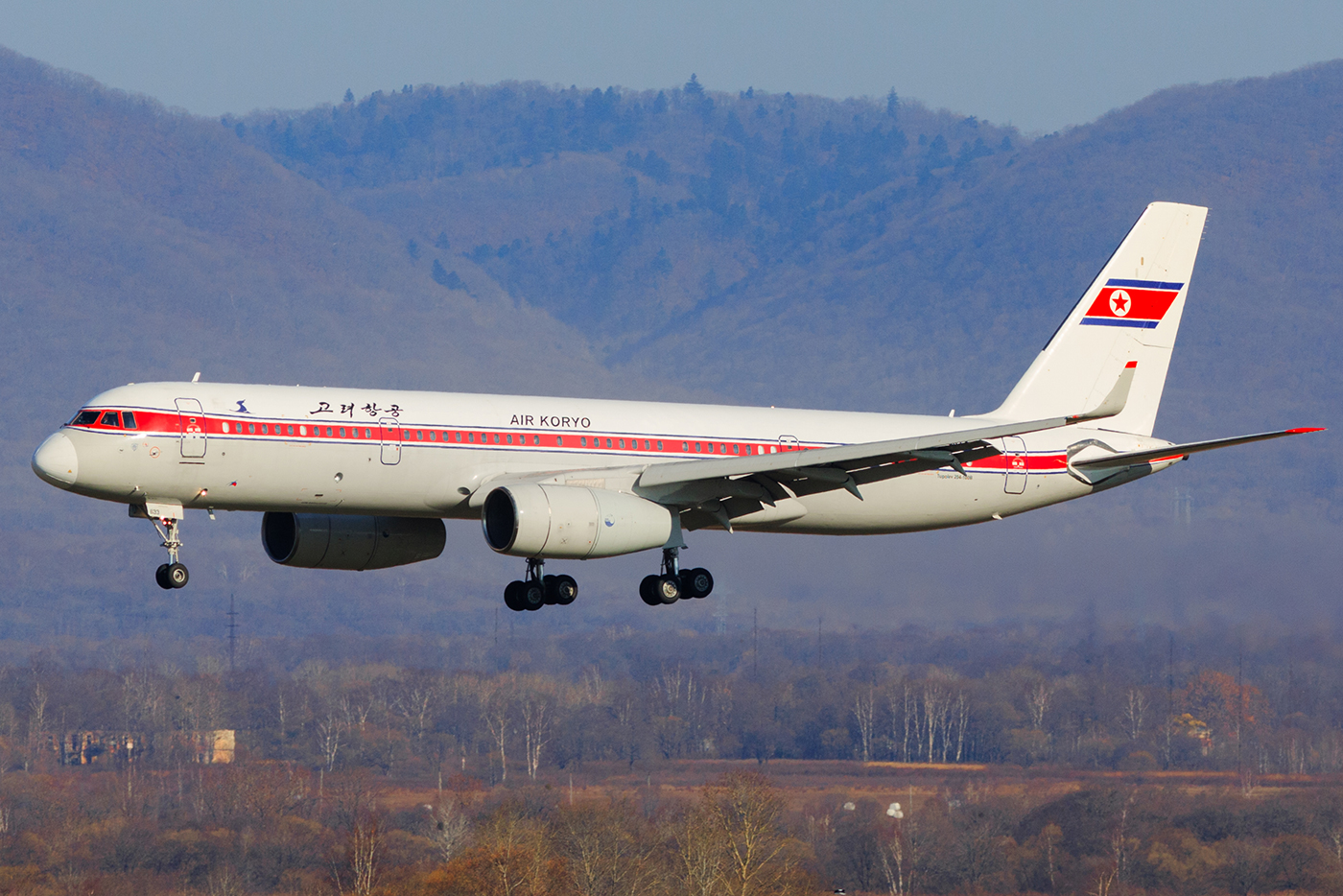
Tupolev Tu-204-300 d'Air Koryo atterrissant à l'aéroport de Vladivostok.

Air Koryo achète un avion Tupolev Tu-204 en 2007 et un autre en 2010 pour rajeunir sa flotte internationale. Ces avions sont utilisés sur la ligne Pékin-Pyongyang-Pékin (d'autres types d'avions peuvent être utilisés en haute saison). Les Tu-204 sont équipés conformément aux normes de sécurité internationales. En 2010, Air Koryo est autorisée à voler dans l'Union européenne avec ce type d'avion,.
Depuis octobre 2012, plus d'un an après la création d'une page Facebook, la compagnie permet aux voyageurs de réserver des vols en ligne. Ces réservations restent limitées aux villes de Pyongyang, Pékin, Shenyang et Vladivostok.
Air Koryo ne figure pas en revanche sur les listes noires américaines, mais en 2019 elle est toujours l'une des quatre compagnies aériennes (avec Iran Air, Afrijet (Gabon) et Air Service Comores (en)) qui font l’objet d’une limitation d’exploitation dans l’UE : ces compagnies doivent y utiliser des types d'avion spécifiques. En 2024 Air Service Comores et Afrijet sont retirées de cette liste et seules Air Koryo et Iran Air y sont encore sujettes,.
En 2024, elle possède 15 avions venus d'Ukraine ou de Russie et dont la moyenne d'âge est de 34 ans.

## Propagande

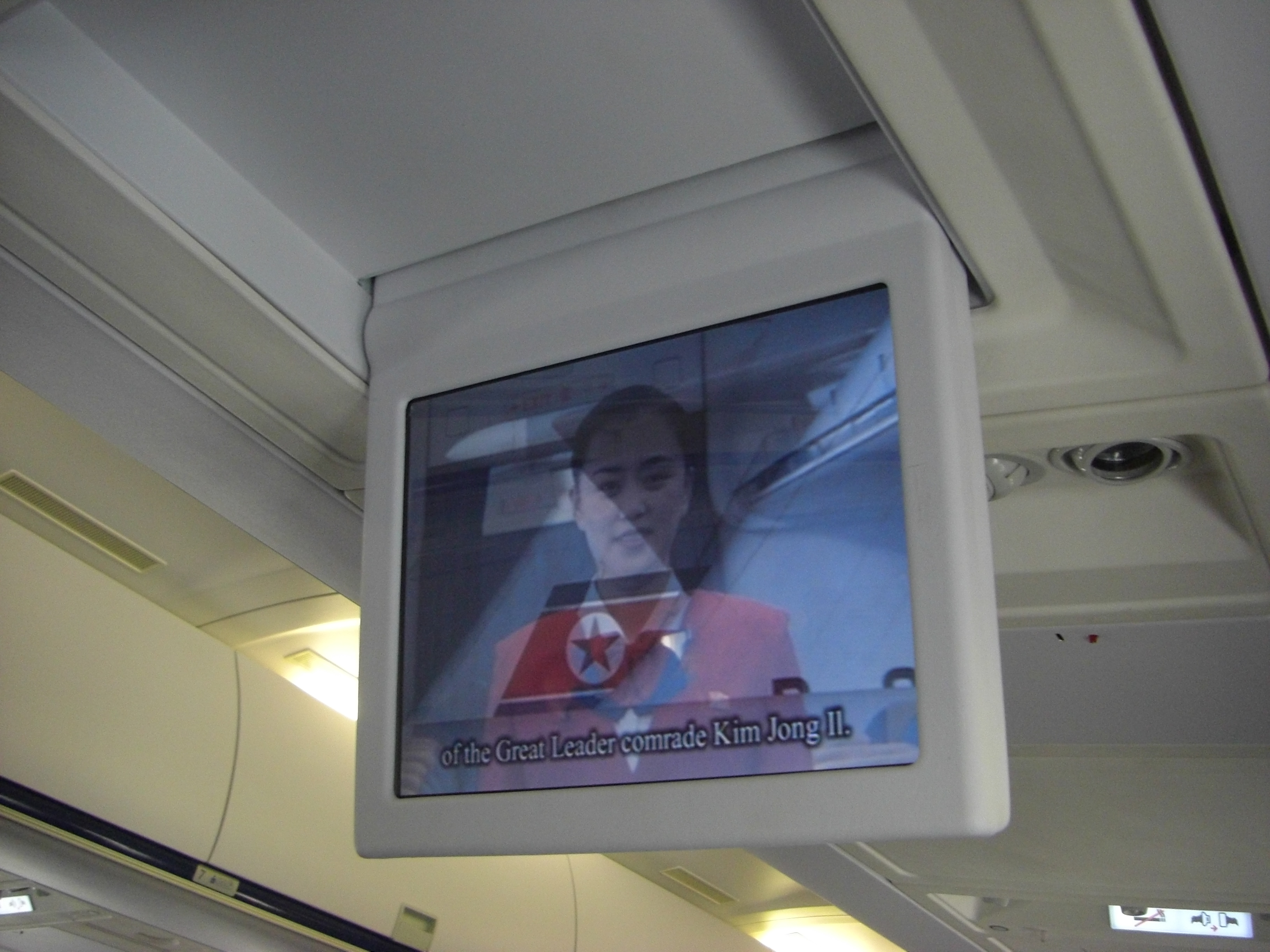
Propagande à bord d'un vol Air Koryo (JS152 to Pyongyang)

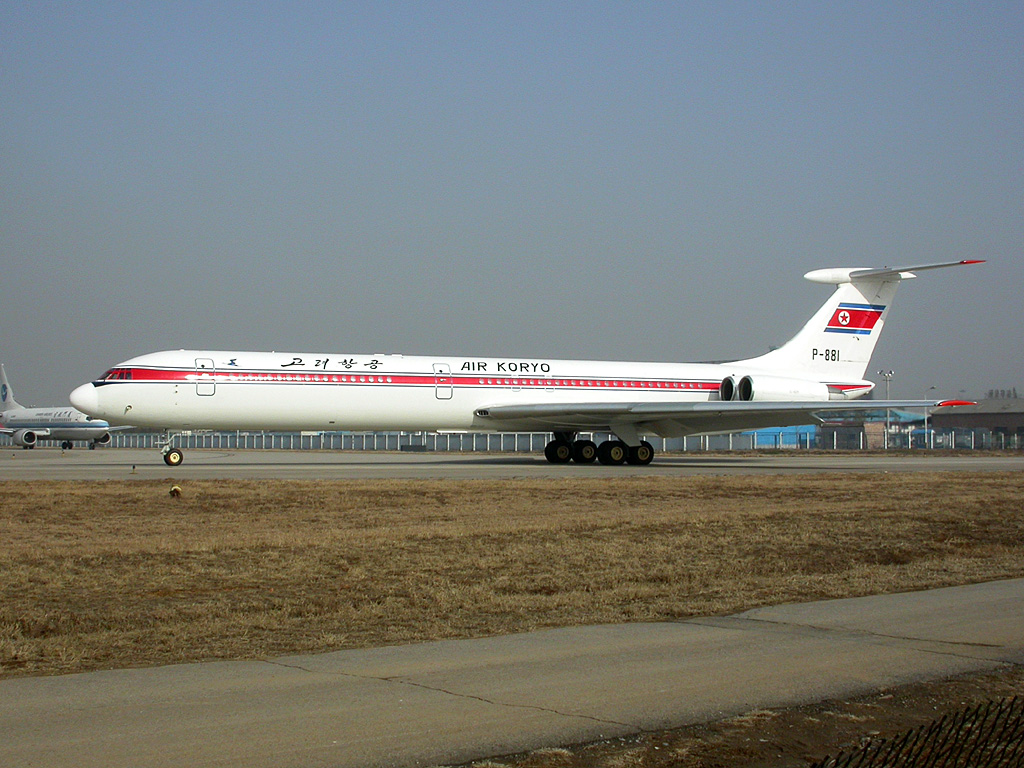
Un Iliouchine Il-62 d'Air Koryo à l'aéroport international de Pékin (2003).

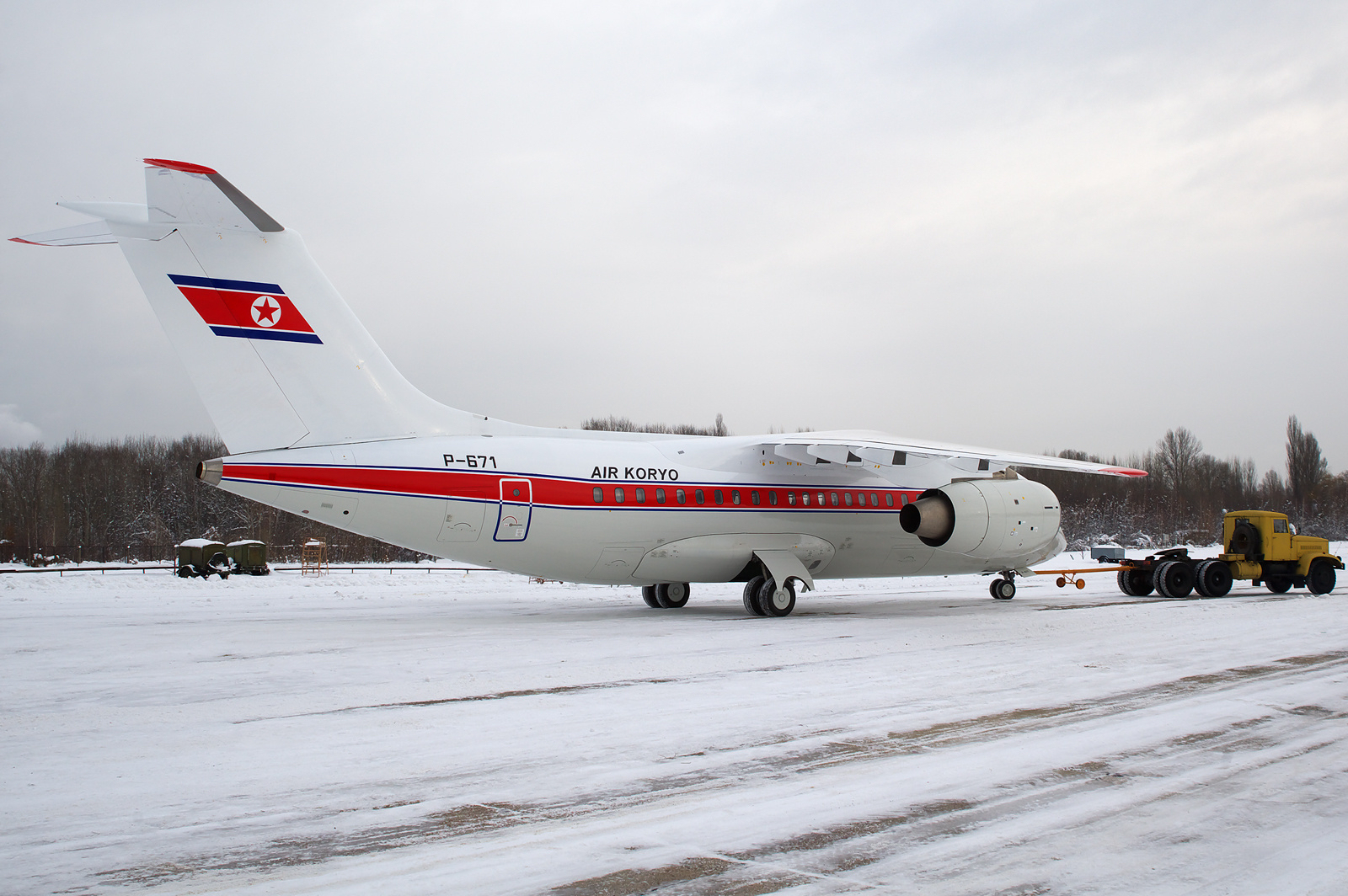
Aérodrome de Sviatochyne un Antonov An-148 Air Koryo.

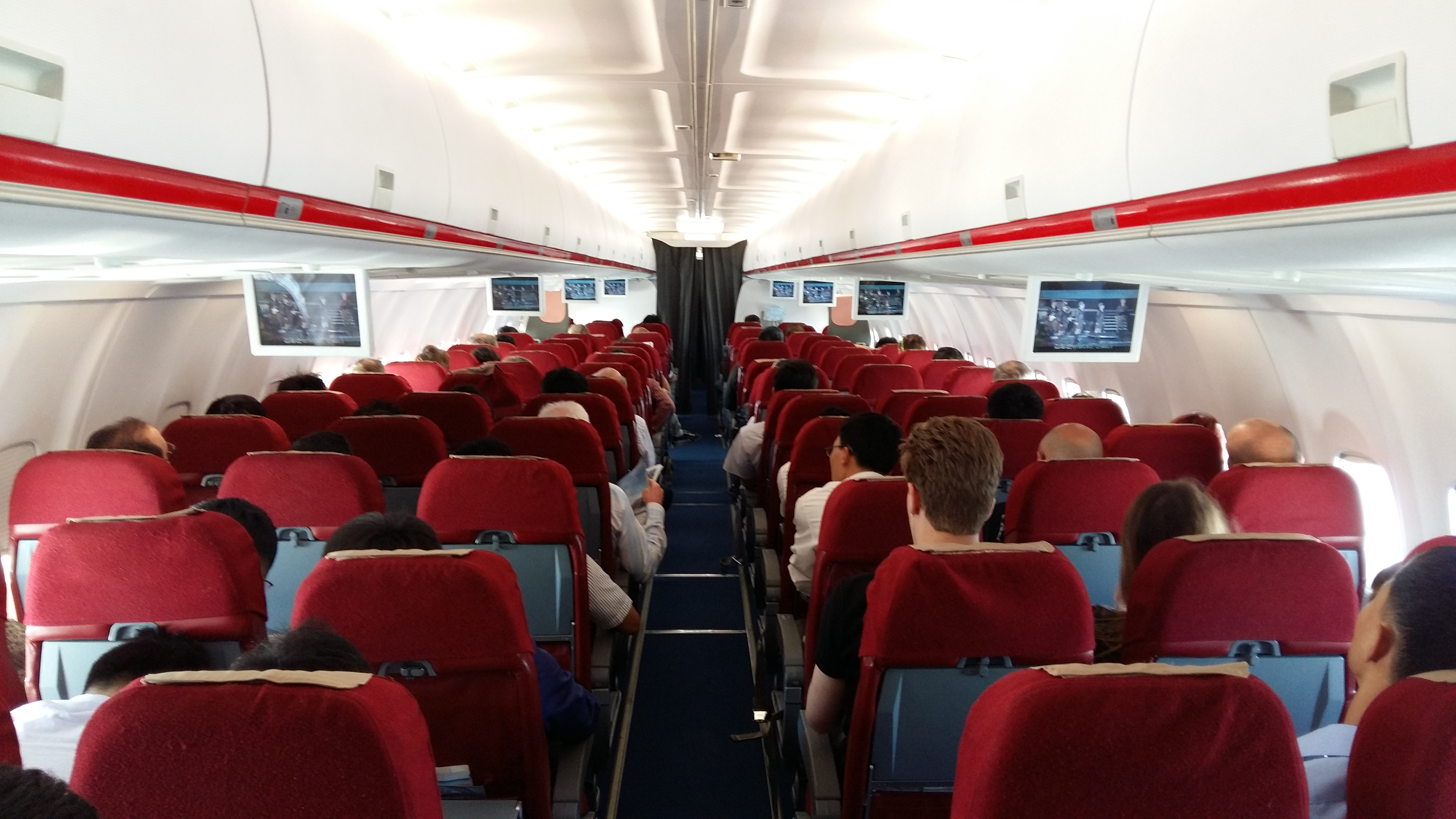
Intérieur Tupolev TU-204 d'Air Korio

À bord des avions Air Koryo, des supports de propagande pro-nord-coréenne sont distribués aux voyageurs, des écrans télévisés diffusent notamment les actualités du régime nord-coréen,.

## Destinations
Voir aussi la liste des destinations pour Air Koryo (en).

### Liaisons intérieures
| Ville       | Aéroport                        | Note    |
| ----------- | ------------------------------- | ------- |
| Chongjin    | Aéroport de Chongjin            | Charter |
| Haeju       | Aéroport de Haeju               | Charter |
| Hamhung     | Aéroport de Sondok              | Charter |
| Hyesan      | Aérodrome de Hyesan             | Charter |
| Kaesong     | Aéroport de Kaesong             | Charter |
| Kanggye     | Aéroport de Kanggye             | Charter |
| Kilju       | Aéroport de Kilju               | Charter |
| Nampo       | Aéroport Ch'o do                | Charter |
| Pyongyang   | Aéroport international de Sunan | Hub     |
| Mont Paektu | Aéroport de Samjiyon            | Charter |
| Sinuiju     | Aéroport de Sinuiju             | Charter |
| Wonsan      | Aéroport de Wonsan              |         |

### Liaisons internationales
Toutes les destinations internationales sont au départ et à l'arrivée de l'aéroport de Pyongyang - Sunan.
| Pays   | Ville       | Aéroport                                   | Note      | Distance en km |
| ------ | ----------- | ------------------------------------------ | --------- | -------------- |
| Chine  | Shanghai    | Aéroport international de Shanghai Pudong  | Passagers | 948 km         |
| Chine  | Pékin       | Aéroport international de Pékin-Capitale   | Passagers | 794 km         |
| Russie | Vladivostok | Aéroport international de Vladivostok      | Passagers | 722 km         |
| Chine  | Shenyang    | Aéroport international de Shenyang Taoxian | Passagers | 349 km         |

En octobre 2024, les seules destinations disponibles sur la page de réservations d'Air Koryo sont Vladivostok, Pékin et Shenyang.

## Flotte

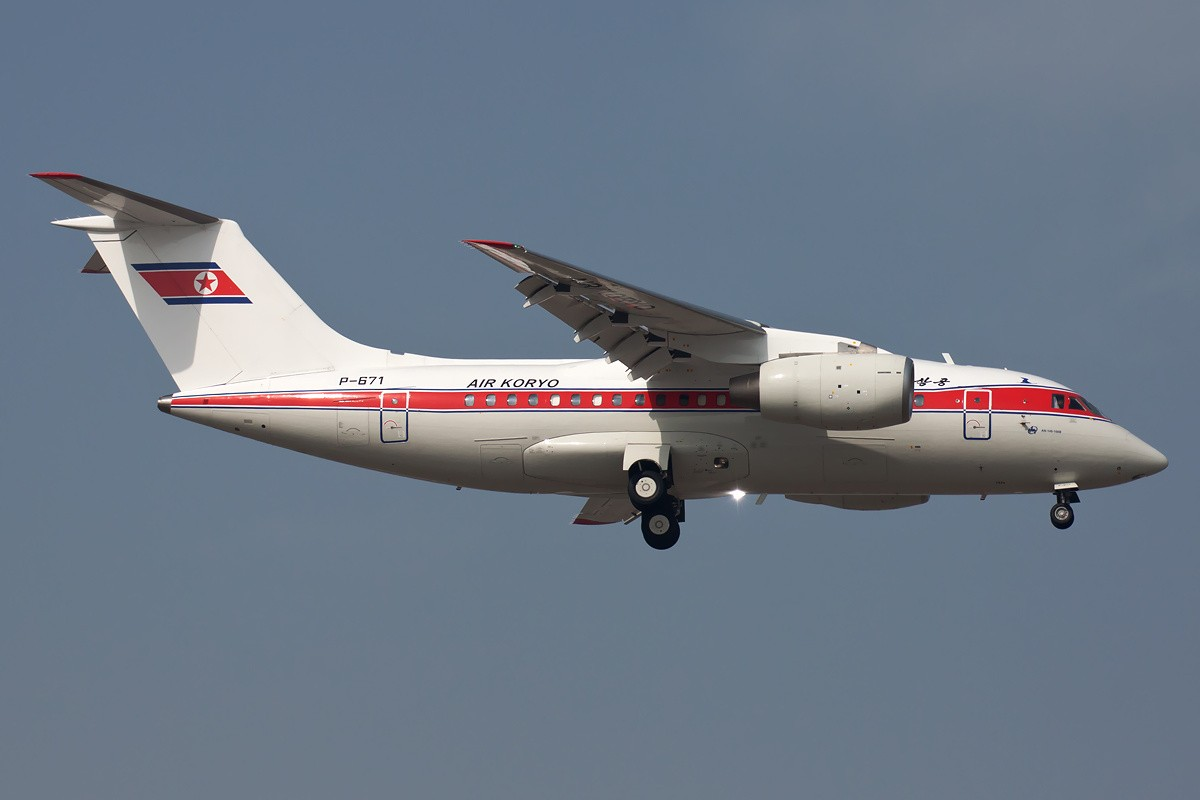
An-148 (immatriculé P-671) d'Air Koryo à l'aéroport de Beijing (2013)

En 2018, la flotte d'Air Koryo est composée des avions suivants:
| Avion               | En service | Commandes | Passagers | Passagers | Passagers | Notes                                                                        |  |
| Avion               | En service | Commandes | C         | Y         | Total     | Notes                                                                        |  |
| Antonov An-148-100B | 2          | —         | 8         | 62        | 70        |                                                                              |  |
| Antonov An-24B/RV   | 4          | —         | Inconnu   | Inconnu   | Inconnu   | Dernière compagnie aérienne à utiliser cet avion.                            |  |
| Iliouchine Il-62M   | 2          | —         | 12        | 178       | 190       | Dernière compagnie aérienne à utiliser cet avion.                            |  |
| Iliouchine Il-62M   | 2          | —         | VIP       | VIP       | VIP       | Opéré pour le gouvernement Nord-Coréen.                                      |  |
| Tupolev Tu-134B-3   | 2          | —         | —         | 76        | 76        | Dernière compagnie aérienne à utiliser cet avion.                            |  |
| Tupolev Tu-154B     | 4          | —         | 16        | 136       | 152       | Dernière compagnie aérienne à utiliser cet avion.                            |  |
| Tupolev Tu-204-100B | 1          | —         | 12        | 210       | 222       | Ancien avion de Red Wings Airlines acquis par l'intermédiaire d'une société. |  |
| Tupolev Tu-204-300  | 1          | —         | 8         | 136       | 142       |                                                                              |  |
| Flotte Cargo        |            |           |           |           |           |                                                                              |  |
| Iliouchine Il-76TD  | 3          | —         | Cargo     | Cargo     | Cargo     |                                                                              |  |
| Total               | 22         | —         |           |           |           |                                                                              |  |

## Accidents aériens
- Accident de Chosonminhang : lors d'un transport de travailleurs et de fret à l'occasion du sommet de l'Organisation de l'unité africaine de 1984, un Il-62M de la compagnie s'écrase en Guinée, le 1er juillet 1983.

## Identité visuelle

Ancien logo 1993-1996.
Ancien logo 1996.
Logo actuel (depuis 2014).